# دیلون (ویرجینیا)
دیلون (به انگلیسی: Dillon) یک منطقهٔ مسکونی در ایالات متحده آمریکا است که در شهرستان باتتورت، ویرجینیا واقع شده‌است.